# Zdzisław Kamiński (lekarz)

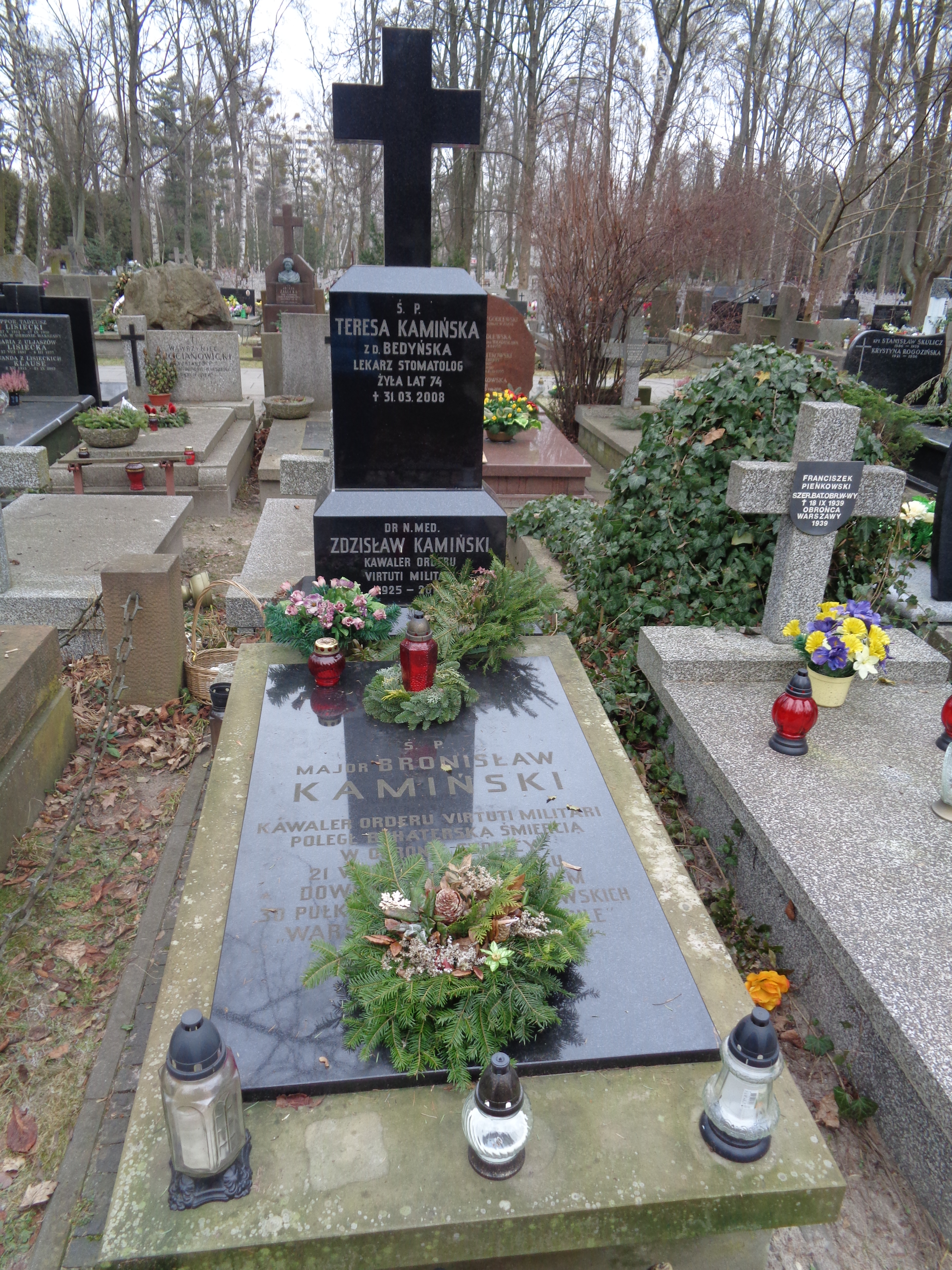
Grób Zdzisława Kamińskiego na cmentarzu wojskowym na Powązkach

Zdzisław Kamiński ps. „Kamień” (ur. 24 stycznia 1925, zm. 15 stycznia 2014) – polski żołnierz podziemia niepodległościowego w czasie II wojny światowej, członek Armii Krajowej, uczestnik powstania warszawskiego, po zakończeniu działań wojennych uzyskał stopień doktora nauk medycznych i pracował jako kierownik Pracowni Patomorfologii
Wojewódzkiego Szpitala Zakaźnego w Warszawie.
31 lipca 2013 roku, z okazji obchodów 69 rocznicy wybuchu powstania warszawskiego został odznaczony przez Prezydenta RP Bronisława Komorowskiego – Krzyżem Kawalerskim Orderu Odrodzenia Polski. Zmarł 15 stycznia 2014 r. Pogrzeb odbył się 22 stycznia na Cmentarzu Wojskowym na Powązkach w Warszawie kwatera A 17 rząd 4 grób 18.

## Odznaczenia
- Krzyż Srebrny Orderu Virtuti Militari[3]
- Krzyż Kawalerski Orderu Odrodzenia Polski